# Ihor Ischutko
Ihor Ischutko (ukrainisch Ігор Ішутко, wissenschaftliche Transliteration Ihor Išutko; russisch Игорь Ишутко Igor Ischutko, englische Transkription Igor Ishutko; * 30. Januar 1983 in Mykolajiw) ist ein ehemaliger ukrainischer Freestyle-Skier. Er war auf die Disziplin Aerials (Springen) spezialisiert.

## Werdegang
Ischutko nahm im Januar 2003 in Mont-Tremblant erstmals am Freestyle-Skiing-Weltcup teil, wobei er den 28. Platz errang. Bei den Weltmeisterschaften 2003 in Deer Valley sprang er auf den 25. Platz. In der Saison 2004/05 erreichte mit Platz vier in Madonna di Campiglio seine erste Top-Zehn-Platzierung und zugleich bestes Weltcupergebnis und zum Saisonende mit dem 22. Platz im Aerials-Weltcup sein bestes Gesamtergebnis. Beim Saisonhöhepunkt, den Weltmeisterschaften 2005 in Ruka, belegte er den 15. Platz. In der Saison 2005/06 kam er mit zwei Top-Zehn-Platzierungen auf den 26. Platz im Aerials-Weltcup und absolvierte in Špindlerův Mlýn seinen 25. und damit letzten Weltcup, welchen er auf dem 13. Platz beendete. Bei den Olympischen Winterspielen 2006 in Turin sprang er auf den 26. Platz.

## Erfolge

### Olympische Spiele
- 2006 Turin: 26. Platz Aerials

### Weltmeisterschaften
- 2003 Deer Valley: 25. Platz Aerials
- 2005 Ruka: 15. Platz Aerials

### Weltcupwertungen
| Saison  | Gesamt | Gesamt | Aerials | Aerials |
| Saison  | Platz  | Punkte | Platz   | Punkte  |
| ------- | ------ | ------ | ------- | ------- |
| 2002/03 | 73.    | 27     | 27.     | 160     |
| 2003/04 | 157.   | 2      | 38.     | 24      |
| 2004/05 | 68.    | 11     | 22.     | 128     |
| 2005/06 | 82.    | 9      | 26.     | 101     |